# 진서고등학교
진서고등학교(晋西高等學校)는 대한민국 경상남도 진주시 수곡면 대천리에 있는 공립 고등학교이다.

## 학교 연혁
- 1953년 5월 18일 : 진서중학교 6학급 인가 및 개교
- 1970년 1월 25일 : 진서중학교 현 교사 이전
- 1981년 11월 25일 : 진서고등학교 6학급 인가
- 1982년 3월 5일 : 진서고등학교 개교
- 2023년 1월 6일 : 진서중학교 제70회 3명 졸업, 총 졸업생수 6,054명
- 2023년 1월 6일 : 진서고등학교 제39회 4명 졸업, 총 졸업생수 1,418명
- 2023년 9월 1일 : 진서고등학교 제17대 이상철 교장 부임

## 참고 자료
- 진서고등학교 - 한국교육학술정보원 학교알리미